# 普济桥 (原平)
普济桥，位于山西省原平市城北四十里的崞阳镇南门外，是中华人民共和国全国重点文物保护单位之一。
1986年8月18日，授予山西省文物保护单位，编号2-119，是一座古建筑及历史纪念建筑物。 2019年10月7日升格为全国重点文物保护单位。